# VfL Stade
Der VfL Stade ist ein Sportverein in der niedersächsischen Hansestadt Stade. Die erste Fußballmannschaft der Männer spielte zwei Jahre in der damals drittklassigen Oberliga Nord. Die erste Handballmannschaft der Frauen spielte mehrfach in der 3. Liga. Der Gesamtverein mit 19 Fachsportabteilungen hat 5.120 Mitglieder (Stand: 1. Januar 2018).

## Geschichte
Am 15. Juli 1850 wurde der Männerturnverein 1850 Stade gegründet. Dieser Verein fusionierte am 14. September 1923 mit dem Turnverein Jahn 1899 Stade zum Turnerbund 1850 Stade. Im gleichen Jahr traten einige ehemalige Mitglieder der Fußballabteilung des TV Jahn aus und fusionierten mit dem Stader Sportclub 1909 zum Stader Sportverein. Kurze Zeit später traten die Fußballer des MTV Stade im Rahmen der Reinlichen Scheidung dem Stader SV bei, der sich fortan Stader Sportclub 1923 nannte. Schließlich fusionierte dieser Verein am 20. September 1945 mit dem TB 1850 Stade zum heutigen VfL Stade. Zum 1. Juli 2016 verschmolzen der TuS Güldenstern Stade und der JFV Stade mit dem VfL Stade. Dabei traten die Mitglieder des TuS Güldenstern und des JFV dem VfL Stade bei. Die Fußballabteilung spielt seit dem unter dem Namen VfL Güldenstern Stade, während die anderen Abteilungen als VfL Stade auftreten.
Der VfL Stade bietet die Sportarten Akrobatik, Badminton, Baseball, Basketball, Boxen, Cricket, Darts, Floorball, Fußball (treten als VfL Güldenstern Stade an), Handball, Judo, Karate & Kobudō, Kunstturnen, Leichtathletik, Radsport, Rollkunstlauf,  Sportkegeln, Schwertschaukampf, Tischtennis und Volleyball an.

## Fußball

### Geschichte
Nach dem Ende des Zweiten Weltkrieges stieg der VfL 1947 in die damals zweitklassige Verbandsliga Hamburg auf und wurden auf Anhieb Vizemeister der Elbestaffel hinter dem FC Altona 93. Zwei Jahre später qualifizierten sich die Stader für die nunmehr eingleisige Amateurliga Hamburg, der sie bis 1960 angehörten. Drei Jahre später kehrte der VfL für ein Jahr ins Hamburger Oberhaus zurück. Erst 1975 gelang die Rückkehr in die Amateurliga Hamburg, als die Stader wegen des besseren Torverhältnis gegenüber dem SC Urania Hamburg den Aufstieg schafften. Unter Trainer Gerhard Mewes wurde der VfL 1979 Hamburger Meister, verpasste aber als Dritter (zwei Siege, zwei Unentschieden, zwei Niederlagen) in der Aufstiegsrunde den Sprung in die Oberliga Nord. Die Heimspiele in der Aufstiegsrunde waren gut besucht: Gegen den Blumenthaler SV kamen 3000 Menschen, 4000 gegen den VfR Neumünster sowie 1200 gegen den Lüneburger SK. Nach der Saison 1978/79 verließen mit Klaus-Dieter Heitmann und Bernd Krehl zwei Leistungsträger den VfL und schlossen sich dem Zweitligaaufsteiger OSC Bremerhaven an.
Vier Jahre später stiegen die Stader in die Landesliga ab. Im Jahre 1986 wurden die A-Junioren norddeutscher Pokalsieger. Als die Mannschaft nahezu geschlossen in die erste Herrenmannschaft aufrückte begann die erfolgreichste Ära des Vereins. Punktgleich mit Holsatia Elmshorn gelang 1987 die Rückkehr in die Verbandsliga Hamburg. Drei Jahre später wurde der VfL unter Trainer Manfred Rabe ungeschlagen Hamburger Meister und schaffte in der Aufstiegsrunde den Sprung in die Drittklassigkeit. Alleine Torjäger Dirk Dammann, der am Saisonende zum FC St. Pauli wechselte, erzielte in dieser Saison 51 Tore. Liga-Obmann Gerhard Schanz kündigte nach dem Aufstieg an, in drei Jahren in der Aufstiegsrunde zur 2. Bundesliga stehen zu wollen. Nach der erfolgreichsten Oberligasaison 1990/91, die auf Platz neun beendet wurde, ging es im Verein drunter und drüber. Acht Spieler verließen den VfL und die Neuzugänge erwiesen sich nicht als Verstärkung.
Mit nur zwei Siegen stiegen die Stader in der Saison 1991/92 als Tabellenletzter ab. Zwischenzeitlich war der Verein vom Hamburger in den niedersächsischen Fußballverband gewechselt. In der Verbandsliga Niedersachsen wurden die Stader als Tabellenletzter durchgereicht und auch die Landesliga Ost konnte 1994 nicht gehalten werden. Ein Jahr später sorgte der vierte Abstieg in Folge für den Absturz in die Bezirksliga Lüneburg-West. Im Jahre 1999 gelang der Aufstieg in die Landesliga Lüneburg, dem drei Jahre später der Sprung in die Niedersachsenliga Ost folgte. Nach zwei Abstiegen in Folge waren die Stader 2006 wieder in der Bezirksliga angekommen. Ein Jahr später gelang der direkte Wiederaufstieg in die Landesliga, dem 2013 der erneute Abstieg in die Bezirksliga folgte.
Mit Inkrafttreten der Fusion vom 1. Juli 2016 traten Fußballer des VfL Stade als VfL Güldenstern Stade an. In der letzten Saison vor der Verschmelzung spielten beide Vereine in der Bezirksliga Lüneburg 4. Der TuS Güldenstern wurde Vierter, während der VfL auf Platz zwölf einlief. Der VfL Güldenstern Stade startet 2016 in der Bezirksliga Lüneburg 4 und sicherten sich zwei Jahre später den Aufstieg in die Landesliga Lüneburg. Im Jahre 2024 stieg die Mannschaft wieder in die Bezirksliga ab, schaffte aber den direkten Wiederaufstieg.

### Stadion
Die Heimspiele werden im Stadtwerke Stadion auf der Sportanlage Ottenbeck mit 2.000 Plätzen ausgetragen. Des Weiteren wird der Verein die Sportanlage Güldenstern nutzen.

### Persönlichkeiten
- Hans-Jürgen Bargfrede
- Thomas Bliemeister
- Dirk Dammann
- Uwe Dreyer
- Matthias Gersonde
- Thomas Grabow
- Klaus-Dieter Heitmann
- Christian Hofmeister
- Bernd Krehl
- Sven Meyer
- Florian Nagel
- Manfred Rabe
- Klaus-Dieter Schmidt
- Lars Toborg

## Handball
Den Stader Handballerinnen gelang im Jahre 2009 der Aufstieg in die drittklassige Regionalliga Nord. Im gleichen Jahr qualifizierte sich die Mannschaft für den DHB-Pokal, wo die VfL-Frauen die dritte Runde erreichten und dort an der HSG Blomberg-Lippe scheiterten. Nach einer Ligareform spielten die Handballerinnen in der Saison 2010/11 und 2011/12 in der 3. Liga Nord. Nachdem der VfL in der Spielzeit 2012/13 in der Oberliga gespielt hatte, trat die Mannschaft 2013/14 erneut in der 3. Liga an. Anschließend stieg Stade wiederum in die Oberliga ab. Im Jahr 2017 kehrte Stade in die 3. Liga zurück. Ab der Saison 2018/19 trat die Mannschaft wieder in der Oberliga an. Im Jahr 2022 gewann Stade die Oberligameisterschaft und stieg in die 3. Liga auf. 2023 stieg die Damenmannschaft in die Oberliga ab.

## Basketball
Die ersten Punktespiele mit Beteiligung des VfL Stade fanden im September 1967 statt. Die Basketballabteilung des Vereins ging aus einer Arbeitsgemeinschaft am Gymnasium Athenaeum hervor. An der Schule hatte Lehrer Christian Herbst (1923–2016) 1962 die Sportart Basketball eingeführt. Herbst selbst hatte die Sportart in den späten 1950er Jahren in Bremerhaven kennengelernt. Bis 1972 gab es ausschließlich Jugendmannschaften.

### Herrenmannschaft
1972 nahm erstmals eine Herrenmannschaft des VfL, die Rudi Steinkamp zusammengestellt hatte, am Spielbetrieb teil. Steinkamp leitete als Schiedsrichter des VfL Stade von 1975 und 1989 Spiele in der Basketball-Bundesliga. Ab 1991 verstärkte Flügelspieler Anthony Christian die Stader. Der Nationalspieler aus Antigua und Barbuda sorgte mit seinen starken Leistungen und einer aufsehenerregenden Spielweise für einen Basketballaufschwung beim VfL und trug entscheidend dazu bei, dass Stade 1992 den niedersächsischen Landespokal gewann. Auch die Aufstiege in die 2. Regionalliga (1992) und in die 1. Regionalliga (1993) sind eng mit Anthony Christian verbunden. Im Dezember 1993 kam der Kroate Nenad Brisevac, der vor dem Krieg im ehemaligen Jugoslawien geflohen war, zum VfL. Er gehörte jahrelang als Spieler und später als Spielertrainer zu den prägenden Persönlichkeiten des Stader Basketballs. 1996 verließ mit Darko Krezic ein Spieler den VfL, der später ebenso bei Bundesligisten unter Vertrag stand wie sein Bruder Zoran Krezic, der ebenfalls in Stade gespielt hatte. 1996 zog der VfL seine Herrenmannschaft aus der 1. Regionalliga zurück. Im November desselben Jahres wurde die inzwischen in der 2. Regionalliga antretende Mannschaft mit dem US-Amerikaner Ron Ulmer verstärkt, der vom Zweitligisten TK Hannover nach Stade kam.
2009 stieg der VfL, angeführt vom überragenden US-Amerikaner Kedrick Johnson, der in 20 Einsätzen einen Mittelwert von 31,8 Punkten erreichte, als Meister der 2. Regionalliga Nord in die 1. Regionalliga auf.
2013 wurde die Mannschaft unter Trainer Matthias Weber Meister der 1. Regionalliga Nord, auf diese Weise gelang der Aufstieg in die 2. Bundesliga ProB. Bester Korbschütze der Stader Meistermannschaft war der US-Amerikaner Karl Finley mit einem Durchschnitt von 27 Punkten je Begegnung, das war ligaweit der zweitbeste Wert. Auch die VfLer Steffen Kiese (20 Punkte je Begegnung) und Jan-Christian Both (10,5 Punkte je Begegnung) erreichten im Laufe der Saison 2012/13 zweistellige Mittelwerte.
Benka Barloschky wechselte nach dem Aufstieg vom Spielfeld ins Traineramt und wurde zur Saison 2013/14 Nachfolger Matthias Webers. Der Auftakt in das Spieljahr gelang, im Oktober 2013 stand der VfL nach zwei Siegen als Aufsteiger auf dem ersten Tabellenplatz der 2. Bundesliga ProB Nord. Danach verlor die Mannschaft jedoch sieben Spiele in Folge. Zwischen Anfang Dezember 2013 und Anfang Februar 2014 ereilten die Stader erneut sieben Niederlagen, ohne in diesem Zeitraum selbst ein Spiel zu gewinnen. Der Klassenerhalt in der dritthöchsten deutschen Spielklasse wurde verpasst, obwohl das Aufgebot Anfang Januar 2014 noch mit einem zweiten US-Amerikaner (Davon Roberts) verstärkt worden war. Bester Stader Korbschütze in der Saison 2013/14 war Roberts’ Landsmann Reggie Hopkins (20,8 Punkte je Begegnung). Zwischenzeitlich stand auch der als große Nachwuchshoffnung gehandelte, 18 Jahre alte Kanadier Ismar Seferagic in der VfL-Mannschaft.
Im Sommer 2014 ging der Verein eine Zusammenarbeit mit dem Bundesligisten Eisbären Bremerhaven ein, unter anderem um Nachwuchsspielern der Eisbären in Stades Regionalligamannschaft Einsatzzeit zu ermöglichen. Der Stader Steffen Kiese empfahl sich mit guten Leistungen beim VfL für einen Wechsel zum neugegründeten Zweitligisten Hamburg Towers, der in der Sommerpause 2014 vollzogen wurde. 2015 verließ auch VfL-Trainer Barloschky Stade und wurde Assistenztrainer bei den Hamburgern. In der Saison 2022/23 verpasste der VfL Stade als Zweiter der 1. Regionalliga Nord knapp die Rückkehr in die 2. Bundesliga ProB Nord. Das wiederholte sich 2025, als der VfL in den Endspielen Oldenburg unterlag.

#### Trainer
| Amtszeit      | Name                            |
| ------------- | ------------------------------- |
| bis 1993      | Ralf Unverferth                 |
| 1993          | Stefan Kruso                    |
| 1993–1994     | Carsten Brokelmann              |
| 1994 –04/1995 | Dietfried Kienast               |
| 1995          | Carsten Brokelmann              |
| 1995–1996     | Mario Protuder                  |
| ???–2000      | Carsten Brokelmann              |
| 2000 –2004    | Nenad Brisevac (Spielertrainer) |
| 2004 –2013    | Matthias Weber                  |
| 2013–2015     | Benka Barloschky                |
| 2015–2017     | Nemo Weber                      |
| 2017–2018     | Paul Larysz                     |
| seit 2018     | Joan Rallo Fernández            |

#### Wichtige ehemalige Spieler
- Mark Alexander (2007–2009)

- Oscar Andres Duarte (2015–2020)

- Jan-Christian Both (2012–2018)

- Florian Bunde (bis 2017)

- Nenad Brisevac (12/1993–2004)

- Anthony Christian (1990er Jahre)

- Philipp Doehler (2004–2009)

- Karl Finley (2012/13 und 2015/16)

- Stephan Fischer (1990er Jahre)

- Davey Hopkins (2014/15)

- Reggie Hopkins (2013/14)

- Kedrick Johnson (2009–2011)

- Steffen Kiese (2011–2014)

- Darko Krezic (bis 1996)

- Zoran Krezic (Jugend und 2002–2004)

- Tom Lipke (2015–2019)

- Kester-Alexander Mayr (2009–2015)

- Jan Rinck (2005–2007)